# Leandro Rodríguez
Leandro Joaquín Rodríguez Telechea (ur. 19 listopada 1992 w Montevideo) – urugwajski piłkarz występujący na pozycji napastnika w Danubio. Wychowanek River Plate. Posiada także obywatelstwo włoskie.